# Maria Leptin

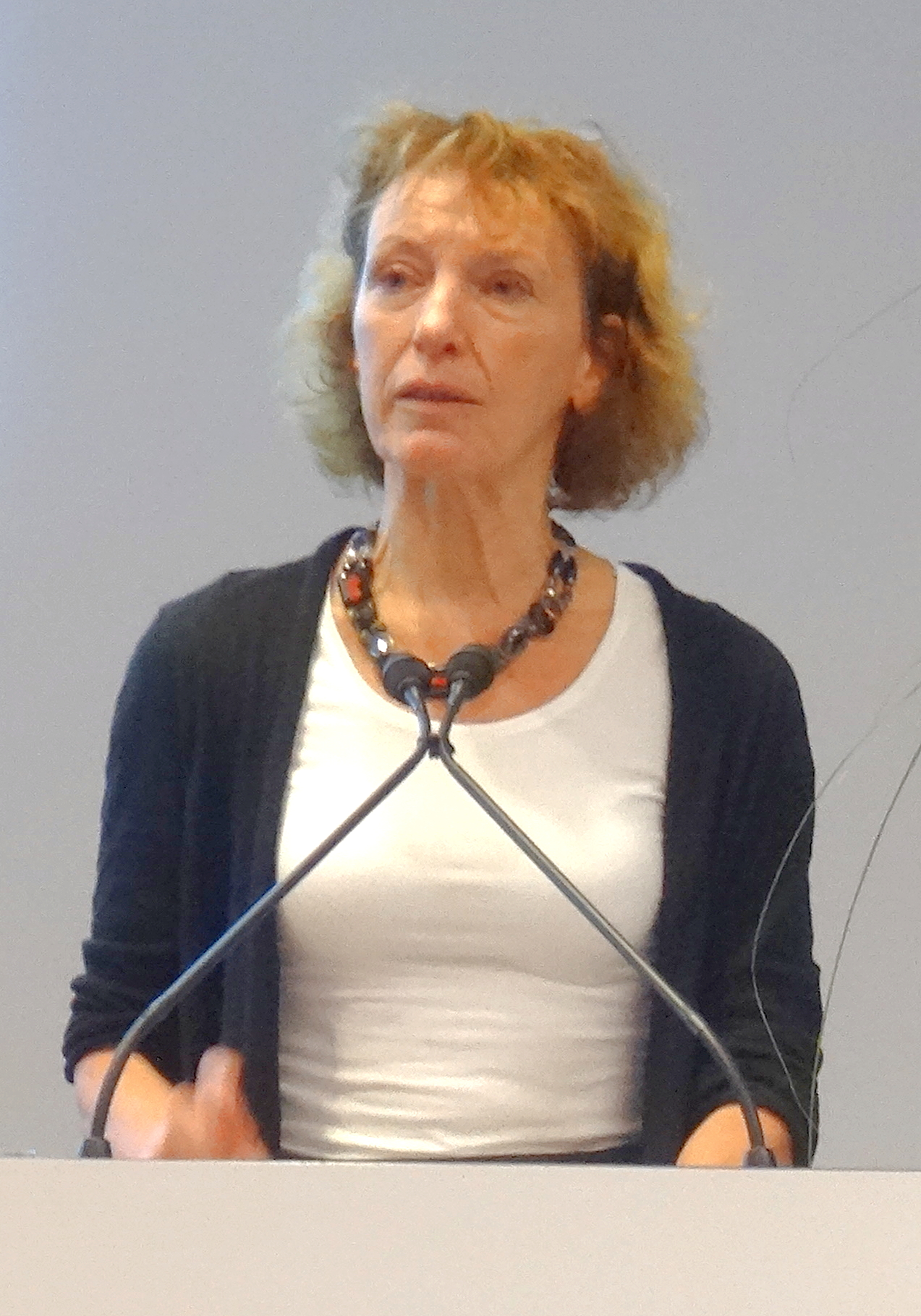
Maria Leptin bei der Verleihung des Eppendorf Young Investigator Award 2017 am EMBL in Heidelberg

Maria Leptin (* 15. September 1954 in Hamburg) ist eine deutsche Biologin und Immunologin. Sie leitet Forschungsgruppen am Institut für Genetik an der Universität zu Köln und am European Molecular Biology Laboratory (EMBL) in Heidelberg. 2012 wurde sie zur Direktorin der European Molecular Biology Organization (EMBO) ernannt. Seit Oktober 2021 ist sie die Präsidentin des Europäischer Forschungsrats.

## Werdegang
Nach Beendigung des Studiums der Mathematik und Biologie an der Universität Bonn und der Universität Heidelberg wechselte sie an das Basel Institute for Immunology in der Schweiz. Dort studierte sie von 1979 bis 1983 die Aktivierung von B-Lymphozyten unter der Leitung von Fritz Melchers und erhielt hierfür ihren Ph.D.
1984 wechselte sie als Postdoktorandin an das Laboratory of Molecular Biology, Cambridge, wo sie ihre Studien an der Drosophila-Morphogenese, die an der embryonalen Entwicklung beteiligt sind, im Labor von Michael Wilcox begann. Diese Arbeiten haben den Grundstein für ihre weiteren Arbeiten in der molekularen Morphogenese gelegt. 1988 wurde Maria Leptin wissenschaftliche Mitarbeiterin in ebendiesem Institut.
1989 war sie für 3 Monate als Gastwissenschaftlerin im Labor von Pat O’Farrell an der University of California, San Francisco (UCSF). Dies war Ausgangspunkt für ihre weiteren Forschungen an der Gastrulation. Nach diesen Erfahrungen arbeitete sie am Max-Planck-Institut für Entwicklungsbiologie in Tübingen, wo sie zwischen 1989 und 1994 als Gruppenleiterin tätig war.
1994 wurde Maria Leptin Professorin am Institut für Genetik an der Universität Köln, wo sie eine Forschungsgruppe leitet.
Außerdem war sie Gastdozentin am École normale supérieure in Paris (2001) und Gastforscherin am Wellcome Trust Sanger Institute (2004–2005).
Seit 1998 ist sie Mitglied der Academia Europaea. Die Nordrhein-Westfälische Akademie der Wissenschaften und der Künste nahm sie 2010 als korrespondierendes Mitglied auf. 2016 wurde sie zum Mitglied (Matrikel-Nr. 7691) der Deutschen Akademie der Naturforscher Leopoldina gewählt, 2022 zum Auswärtigen Mitglied der Royal Society, 2023 zum auswärtigen Mitglied der National Academy of Sciences und zum Mitglied der Berlin-Brandenburgischen Akademie der Wissenschaften.

## Direktorin der EMBO
2010 wurde Maria Leptin als erste Frau zur Direktorin der EMBO ernannt. Zur gleichen Zeit rief sie eine Forschungsgruppe am EMBL in Heidelberg ins Leben. Die Gruppe studiert die Entwicklungen komplexer Zellformen im Atmungssystem von Drosophila.

## Präsidentin des ERC
Am 30. Juni 2021 wurde Maria Leptin zur Präsidentin des Europäischen Forschungsrats (European Research Council, ERC) ernannt. Sie übernahm das Amt zum 1. Oktober 2021 für vier Jahre.